# Comitatul Accomack, Virginia
Comitatul Accomack (în engleză Accomack County) este un comitat din statul Virginia, Statele Unite ale Americii, cu o populație de 33.148 locuitori.